# Micrura lithotamnii
Micrura lithotamnii är en djurart som tillhör fylumet slemmaskar, och som beskrevs av Ushakov 1928. Micrura lithotamnii ingår i släktet Micrura och familjen Lineidae. Inga underarter finns listade i Catalogue of Life.